# جائزة بلنسية الكبرى للدراجات النارية 2000
جائزة بلنسية الكبرى للدراجات النارية 2000 هو سباق دراجات نارية أقيم بتاريخ 17 سبتمبر 2000 في حلبة ريكاردو تورمو. كان الجولة الثالثة عشر من أصل 16 في سباق الجائزة الكبرى للدراجات النارية موسم 2000. فاز الأسترالي غاري ماكوي بفئة 500 سي سي بينما جاء الأمريكي كيني روبرتس جونيور في المركز الثاني وحصل على المركز الثالث الإيطالي ماكس بياجي.

## وصلات خارجية
- الموقع الرسمي